# 福建船政交通职业学院
福建船政交通职业学院是中华人民共和国的一所全日制专科公办省属普通高等职业学校，位于福建省福州市仓山区。
1999年，福建交通学校、福建船政学校、福建交通干部学校和福建省公路技工学校合并为福建交通职业技术学院。2011年6月28日，更名为福建船政交通职业学院。
2025年，位于永泰县赤锡乡的福建船政交通职业学院公共实训基地投入使用，主要培养航海与低空行业人才。